# Manfred-Anton Algrang
Manfred-Anton Algrang  est un acteur allemand né en 1965 à Brunico en Italie.

## Filmographie
- 1998 : Hinter Gittern - Der Frauenknast (série TV) : Sanitäter
- 2003 : Balko (série TV) : Knipping
- 2004 : Au rythme de la vie (Gute Zeiten, schlechte Zeiten) (série TV) : Privatdetektiv Lambert
- 2005 : Die Patriarchin (feuilleton TV) : Marketingleiter
- 2005 : Une famille en Bavière (Forsthaus Falkenau) (série TV) : Wildtierschmuggler
- 2005 : En quête de preuves (Im Namen des Gesetzes) (série TV) : Matthias Herzog
- 2006 : Schloss Einstein (série TV) : Pino
- 2006 : Brigade du crime (SOKO Leipzig) (série TV) : Uwe Kracht
- 2007 : Der Fremde Gast (TV) : Dr. Niederberger
- 2008 : Die Rosenheim-Cops (série TV) : Franz Obermaier
- 2008 : Walkyrie : Albert Speer
- 2015 : Elser, un héros ordinaire (Elser : Er hätte die Welt verändert) d'Oliver Hirschbiegel
- 2018 : Le Renard (saison 42 - épisode 4 : Tout pour mon enfant) : Tilmann Bökler